# Ністерберг
Ністерберг (нім. Nisterberg) — громада в Німеччині, розташована в землі Рейнланд-Пфальц. Входить до складу району Альтенкірхен. Складова частина об'єднання громад Гердорф-Дааден.
Площа — 4,54 км2. Населення становить 341 ос. (станом на 31 грудня 2020).